# Sander Roege
Sander Roege (Zwolle, 17 mei 1971) is een Nederlands voetbaltrainer en vooraanstaand sportpsycholoog en mental coach. Roege speelde zelf betaald voetbal voor FC Zwolle en Allemania Aachen.

## Biografie
Roege speelde als profvoetballer voor FC Zwolle en na een seizoen bij amateurclub Be Quick '28, Allemania Aachen in de Regionalliga West-Südwest. Daarnaast studeerde hij aan de ALO en volgde hij een studie toegepaste psychologie, die hij echter niet afrondde.
Na zijn actieve carrière richtte hij zich op sportpsychologie en richtte hij zijn bedrijf Saro Human Performance Management op. Roege raakte in 2010, via technisch manager Bert Konterman, als mental coach betrokken bij PEC Zwolle. Sinds 2012 is Roege betrokken bij het WorldCoaches-project van de KNVB, waarin coaches in ontwikkelingslanden begeleiding krijgen van Nederlandse trainers.
In 2014 kwam Roege in dienst bij de jeugdopleiding van PSV als spelersbegeleider. In oktober 2017 werd hij, in de nasleep van de ontdekking van enkele misbruikschandalen uit de jaren 60, 70 en 80 in mei van dat jaar, aangesteld als vertrouwenspersoon binnen de club.

## Statistieken
| Seizoen | Club             | Land      | Competitie                | Wed. | Goals |
| ------- | ---------------- | --------- | ------------------------- | ---- | ----- |
| 1991/92 | FC Zwolle        | Nederland | Eerste divisie            | 5    | 0     |
| 1992/93 | FC Zwolle        | Nederland | Eerste divisie            | 22   | 2     |
| 1993/94 | FC Zwolle        | Nederland | Eerste divisie            | 9    | 0     |
| 1995/96 | Allemania Aachen | Duitsland | Regionalliga West-Südwest | 30   | 3     |
| 1996/97 | Allemania Aachen | Duitsland | Regionalliga West-Südwest | 18   | 0     |
| Totaal  | Totaal           | Totaal    | Totaal                    | 84   | 5     |